# Veľký Slivník
Veľký Slivník (em húngaro: Nagyszilva) é um município da Eslováquia, situado no distrito de Prešov, na região de Prešov. Tem 6,09 km² de área e sua população em 2018 foi estimada em 329 habitantes.

## Demografia
| Ano:        | 1994 | 2004    | 2014   | 2024   |
| ----------- | ---- | ------- | ------ | ------ |
| Broj ljudi: | 284  | 316     | 341    | 324    |
| Razlika:    |      | +11,26% | +7,91% | -4,98% |

| Ano:               | 2023 | 2024   |
| ------------------ | ---- | ------ |
| Número de pessoas: | 323  | 324    |
| Diferença:         |      | +0,30% |